# Chimarra deksamensis
Chimarra deksamensis är en nattsländeart som beskrevs av Malicky 1999. Chimarra deksamensis ingår i släktet Chimarra och familjen stengömmenattsländor. Inga underarter finns listade i Catalogue of Life.